# Klapa Maslina
Klapa Maslina jedna je od najdugotrajnijh klapa sa šibenskog područja s dvadesetogodišnjom glazbenom karijerom surađujući s brojnim skladateljima poput Arsena Dedića, Andreja Baše, Krste Jurasa, Joška Banova, Dušana Šarca.
Predvođena je tenorom i solistom klape Brankom Bubicom (nagrada grada Šibenika, nagrada županije šibensko-kninske, grb grada Šibenika za izniman doprinos kulturi, nagrada Status HGU za 40 godina umjetničkog djelovanja i poseban doprinos hrvatskoj kulturi itd.). 
Na Splitskom festivalu za pjesmu "Ostala si ista" dobili su nagradu Toma Bebić za najbolju dalmatinsku pjesmu, a izuzetan uspjeh ostvarili su pjesmom Ivana Badurine, Frane Bilića i Andreja Baše "Da te mogu pismom zvati" koja postaje najizvođenija klapska pjesma.
Arsen Dedić je za klapu rekao: "Klapa Maslina legitimni je sljednik najboljeg u šibenskom pjevanju - od toverne do koncertne dvorane ..."